# Maerten van Valen
Maerten van Valen (Den Haag, 1636 - aldaar, na 1694) was een Nederlands zeekapitein in dienst van de Amsterdamse admiraliteit. Zijn grootste bekendheid verkreeg hij honderden jaren na zijn dood toen hij als de voornaamste moordenaar van de moord op de oud-raadspensionaris Johan de Witt werd geïdentificeerd. Deze moord vond op 20 augustus 1672 plaats bij het Groene Zoodje in Den Haag.

## Afkomst en jeugd
Maerten van Valen werd in 1636 als oudste zoon geboren van Abrahams Maertensz van Valen en Beatrix Adriaensdr. Poyes. Uit dit huwelijk werden nog vier jongere broers en zusters geboren. Twee van hen werden chirurgijn. Zijn vader werkte in het begin van de jaren vijftig als tabaksverkoper. Rond die tijd trad van Valen op jonge leeftijd in het huwelijk met Ursula Verhagen, een zuster van de herbergier Pieter Verhagen. Tot ergens rond 1660 werkte Van Valen als schoenmaker. Hij woonde achtereenvolgens aan het Spui, de Bagijnestraat, de Nieuwe Haven en de Boekhorststraat. In 1652 en 1654 werden er twee kinderen geboren; Maria en Ida.

## Militaire en maritieme carrière
Mogelijk als gevolg van de geringe inkomsten zag hij het niet zitten om de rest van zijn leven schoenmaker te blijven. Rond 1663 wordt hij vermeld als commandeur van een regiment soldaten dat op het Nederlandse oorlogsschip, Middelhove onder kapitein Otto van Treslong verbleef. Na negen jaar geen kinderen te hebben gekregen werd hij in de jaren 1663, 1665 en 1669 vader van drie zonen.
Van Valen voer in 1668 en 1669 als luitenant ter zee in dienst van de Amsterdamse admiraliteit op het schip het Wapen van Leiden, een kleinere oorlogsbodem met 34 stukken geschut. De bevelvoerend kapitein was de nog zeer jonge Engel de Ruyter, de zoon van de beroemde admiraal Michiel de Ruyter. Hun taak was het afhalen van de gezant van de Republiek in Engeland, Johan Meerman. Bij deze gelegenheid was er uitvoerig contact tussen Engel de Ruyter en de gevluchte de Witt-tegenstander Johan Kievit, die Engel de Ruyter onder andere aan het Engelse hof introduceerde. Prud'homme van Reine merkt op dat het niet onwaarschijnlijk is dat van Valen zich in het gevolg van Engel de Ruyter heeft bevonden. In dat geval heeft hij Kievit, een van de belangrijkste samenzweerders in de moord op de gebroeders De Witt zeker goed leren kennen.
Ook in 1669 voer Van Valen onder commando van De Ruyter naar de Spaanse en Portugese kust om vandaar Nederlandse koopvaarders te begeleiden. Tijdens deze reis was hij lid van de krijgsraad. In 1669 liet hij bij de notaris vastleggen dat zijn vrouw als gevolg van alcoholisme onbekwaam was om nog voor de vijf kinderen te zorgen.

## Moord op Johan de Witt
Om de een of andere reden, mogelijk de gezondheidstoestand van zijn vrouw, bevond Van Valen zich in de zomer van 1672, niet op de vloot, die in die zomer onder ander de slag bij Solebay uitvocht met de Engelse en de Franse vloot.
Van Valen maakte als zee-officier geen deel uit van de schutterij, maar had daar via zijn broers en zijn zwager wel veel connecties. Gezien de gebeurtenissen handelde hij op 20 augustus 1672 waarschijnlijk in nauwe afstemming met zijn zwager, Pieter Verhagen.
Op het moment van de moord werd Johan de Witt door notaris Van Soenen met een piek aan zijn hoofd verwond. Kort daarna schoot luitenant ter zee Maerten van Valen Johan de Witt van achteren door zijn hoofd. Daarna kreeg de Witt nog een zware slag met een geweerkolf van de schutter en herbergier Pieter Verhagen (de zwager van Van Valen). Het werk werd vervolgens met messen afgemaakt door de vleeshouwer Christoffel de Haen (de vaste vleesleverancier aan de herberg van Verhagen).

## Nasleep
In 1677 had Van Valen een zelfstandig commando in de vloot die de Spanjaarden in de Middellandse Zee moest bijstaan tegen de Fransen. Als luitenant-kapitein voerde Van Valen het bevel over de snauwen (kleine scheepjes). Zelf bevond hij zich op de Groenwijf, het oude schip van Engel de Ruyter, die in tussen tot schout-bij-nacht was opgeklommen. Het commando over deze vloot lag bij de viceadmiraal Cornelis Evertsen de Jonge.
Op 24 september 1678, weer terug in Holland, ontving Van Valen van de Amsterdamse admiraliteit de acte waarin hij werd bevorderd tot extra-ordinaris kapitein-ter-zee. Op 22 november 1679 volgde een bevordering tot ordinaris kapitein-ter-zee. Deze acte werd door Cornelis Tromp vergezeld van een ondertekende speciale aanbeveling (inclusief Tromps familiewapen). De acte werd ondertekend door Willem III. Van Valen behoorde nu tot de top achttien van de marine. Van Valen zou nooit tot schout-bij-nacht worden gepromoveerd.
Zo rond 1680 vielen zijn voornaamste beschermers in de Marine weg. Engel de Ruyter trok zich in 1678 terug uit actieve dienst, ook Tromp speelde na 1682 geen rol meer. De verhoudingen bleven echter vriendschappelijk. In juni 1679 fêteerde Maerten van Valen Engel de Ruyter, toen deze enige dagen in Den Haag verbleef.
In het begin van de jaren 1680 was Van Valen met name actief in de Middellandse Zee. In 1680/81 was hij bijvoorbeeld actief in de oostelijke Middellandse Zee, waar hij samen met kapitein Jan de Jongh Nederlandse koopvaarders begeleidde. Zij vervoerden voor eigen rekening contant geld en zilver dat zij inlaadden in Cádiz. Daarna voeren zij naar het oosten van de Middellandse Zee, waar zij onder andere Smyrna bezochten. In volgende jaren ondernam Van Valen soortgelijke tochten.

## Op een zijspoor (vanaf 1685)
Vanaf de jaren 1680 trok Willem III geleidelijk aan zijn handen af van de samenzweerders van 20 augustus 1672. Stadhouder Willem III verstoorde in dat jaar het plan dat Van Valen kapitein zou worden in een, naar de Adriatische Zee, uit te zenden vloot:

Tot nadere occasie soude stilstaen den Capiteijn Van Valen.

De Amsterdamse admiraliteit ging hiermee akkoord. Vanaf dat jaar zou Van Valen geen commando's van de Amsterdamse admiraliteit meer krijgen. Zijn salaris werd waarschijnlijk nog wel tot zijn dood uitgekeerd, maar zijn rol was uitgespeeld.

## Laatste sporen
Het laatste spoor dat Van Valen in de Haagse notariële archieven achterliet dateert van 1694 toen hij een ongewenst huwelijk van zijn oudste dochter, Maria voorkwam. Het is onbekend in welk jaar Maerten van Valen overleed.

## Voetnoten
1. ↑  Prud'homme van Reine, blz. 133-142
2. ↑  Prud'homme van Reine, blz. 137
3. ↑  Prud'homme van Reine, blz. 134.
4. ↑  Prud'homme van Reine, R., p.141
5. ↑  Prud'homme van Reine, blz. 142